# Allgemeines Ehrenzeichen (Hessen)
Das Allgemeine Ehrenzeichen war eine Auszeichnung für Staatsbeamte, verdiente Bürger und Militärpersonen im Großherzogtum Hessen.

## Vorgeschichte – DasAllgemeine Civil-Ehrenzeichenvon 1843
Im Großherzogtum Hessen bestand bis 1918 eine Auszeichnung, die ursprünglich mittels Verordnung vom 25. September 1843 als Allgemeines Civil-Ehrenzeichen von Großherzog Ludwig II. von Hessen gestiftet und in nur wenigen Exemplaren – bislang sind nur zwei Verleihungen in Silber nachweisbar – verliehen wurde.

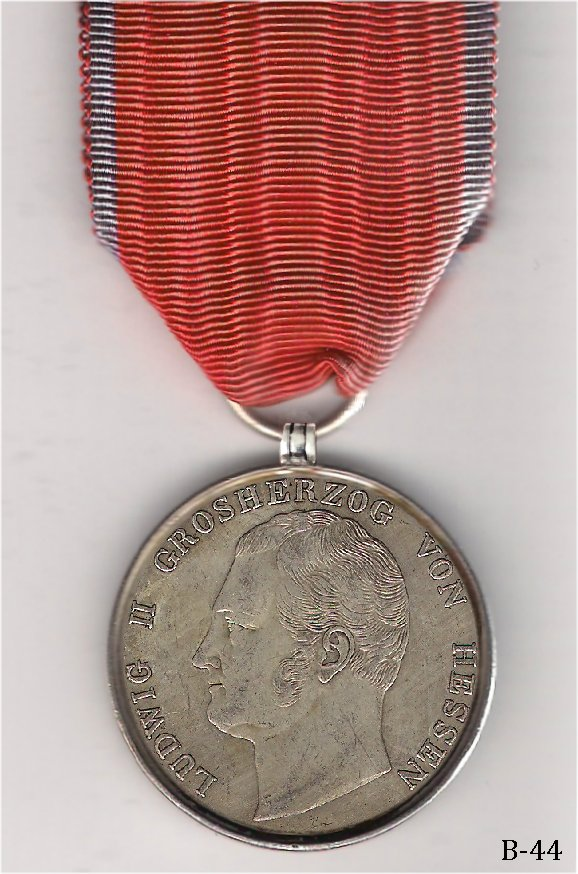
Hessen Allgemeines Civil-Ehrenzeichen in Silber mit Kopf Ludwig II. (1843–1849). (Rekonstruktion nach einem Entwurf von Lars Adler.)

 Sinn dieser Stiftung war es, besondere Leistungen auszuzeichnen, die, wie der Name schon sagt, im zivilen Bereich und nicht in Staatsdienst oder Militär erbracht worden waren. Dienstjahre und militärische Ränge sollten hier explizit keine Bedeutung haben. Wurde dieses Ehrenzeichen auch 1849 von ihm aufgehoben, so griff Großherzog Ludwig III. diese Idee 1853 mit seinem Ehrenzeichen für Wissenschaft, Kunst, Industrie und Landwirtschaft "Dem Verdienste"  wieder auf.(OEK905ff)

## Das Grossherzoglich HessischeAllgemeine Ehrenzeichenseit 1849
Unter Aufhebung der Stiftungsverordnung seines Vaters von 1843 stiftete Großherzog Ludwig III. von Hessen am 14. November 1849 das hier behandelte Allgemeine Ehrenzeichen, das ab 1850 mit verschiedenen Zweckinschriften verliehen wurde und nunmehr grundsätzlich auch Staatsbeamten und dem Militär zugänglich war.

## Geschichte
Die Jahresangaben im folgenden Artikel beschreiben nicht die Regierungsjahre der Großherzöge, sondern die Verleihungszeiträume der jeweiligen Ehrenzeichen.

### Kopf Ludwig II. (1843–1849)
Das Allgemeine Civil-Ehrenzeichen wurde in zwei Stufen verliehen, in Gold am Bande des Großherzoglich Hessischen Ludewigsordens (Band #201) und in Silber am Bande des Ordens Philipps des Großmüthigen (Band #205).

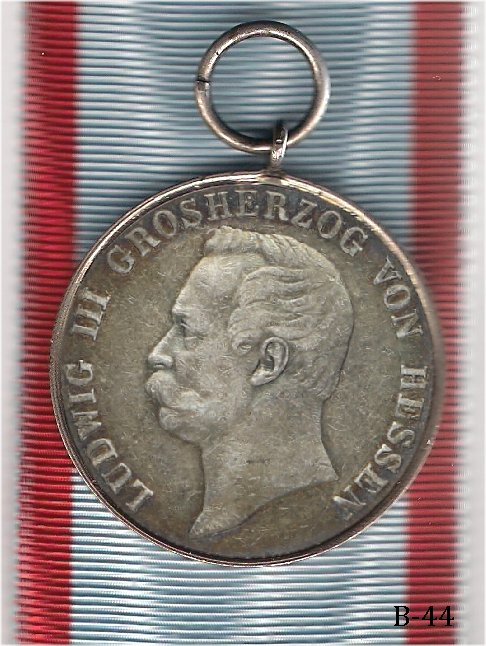
Hessen Allgemeines Ehrenzeichen mit Kopf von Ludwig III. (1849–1889)

- Eine die Veranlassung der Verleihung bezeichnende Inschrift wurde jeweils auf dem Revers (Rückseite) graviert, der Name des Beliehenen umlaufend auf dem Rand.

### Kopf Ludwig III. (1849–1889)
Dieses nun neu eingeführte Allgemeine Ehrenzeichen sollte -bis auf kleine Veränderungen und Unterschiede bei den Widmungen- mit allen Begleitmodellen bis 1918 Bestand haben:
- Für Tapferkeit (1866, 1870/71)
- Für Verdienste
- Für Treue Dienste
- Für Vieljährige Treue Dienste (1849–1869)
- Für Langjährige Treue Dienste (1869–1889)
- Für Fünfzigjährige Treue Dienste
- Für Rettung von Menschenleben
- Für Rettung aus Lebensgefahr
- Für Versuchte Rettung von Menschenleben
- Für Verdienste um das Löschwesen (1854)

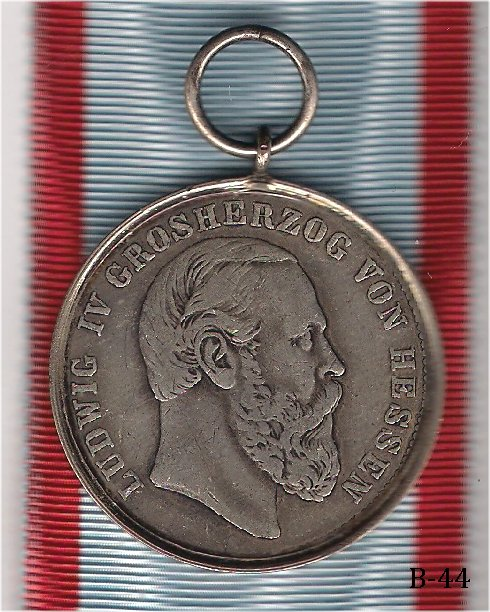
Hessen Allgemeines Ehrenzeichen mit Kopf von Ludwig IV. (1889–1894)

### Kopf Ludwig IV. (1889–1894)

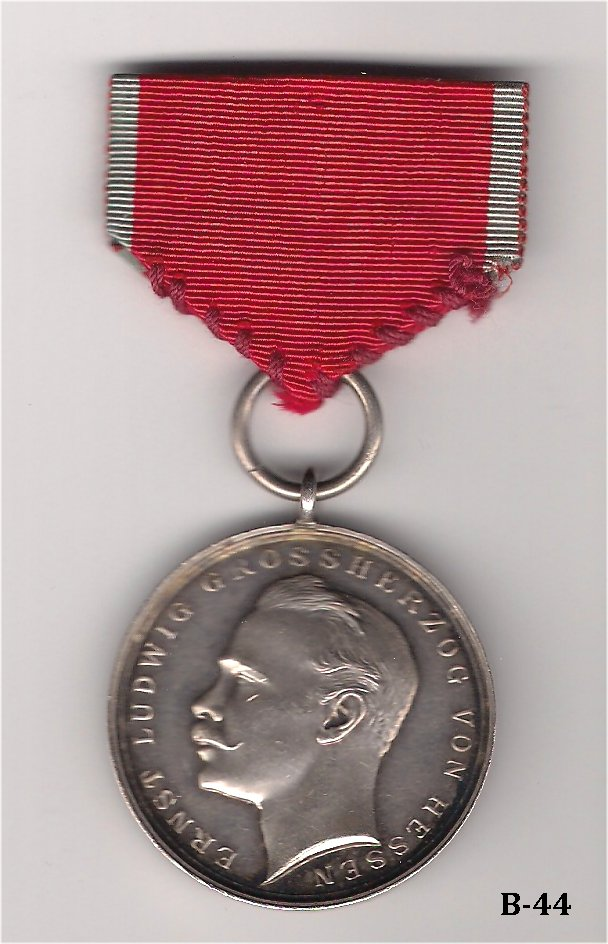
Hessen Allgemeines Ehrenzeichen „Für Treue Arbeit“ mit Kopf Ernst Ludwig (1894–1918) am Band des Ordens Philipps des Großmüthigen (OEK893 Band#205)

- Für Verdienste
- Für Treue Dienste
- Für Langjährige Treue Dienste
- Für Fünfzigjährige Treue Dienste
- Für Rettung von Menschenleben
- Für Rettung aus Lebensgefahr

### Kopf Ernst Ludwig (1894 bis 1918)
- Für Tapferkeit
- wie vor, mit Datumspange 23.1.1916
- Für Kriegsverdienste
- Für Verdienste
- Für Treue Dienste
- Für Langjährige Treue Dienste
- Für Fünfzigjährige Treue Dienste
- Für Rettung von Menschenleben (1894–1896)
- Für Wiederholte Rettung von Menschenleben (bis 1896)
- Für Rettung aus Lebensgefahr (ab 1896)
- Für Treue Arbeit

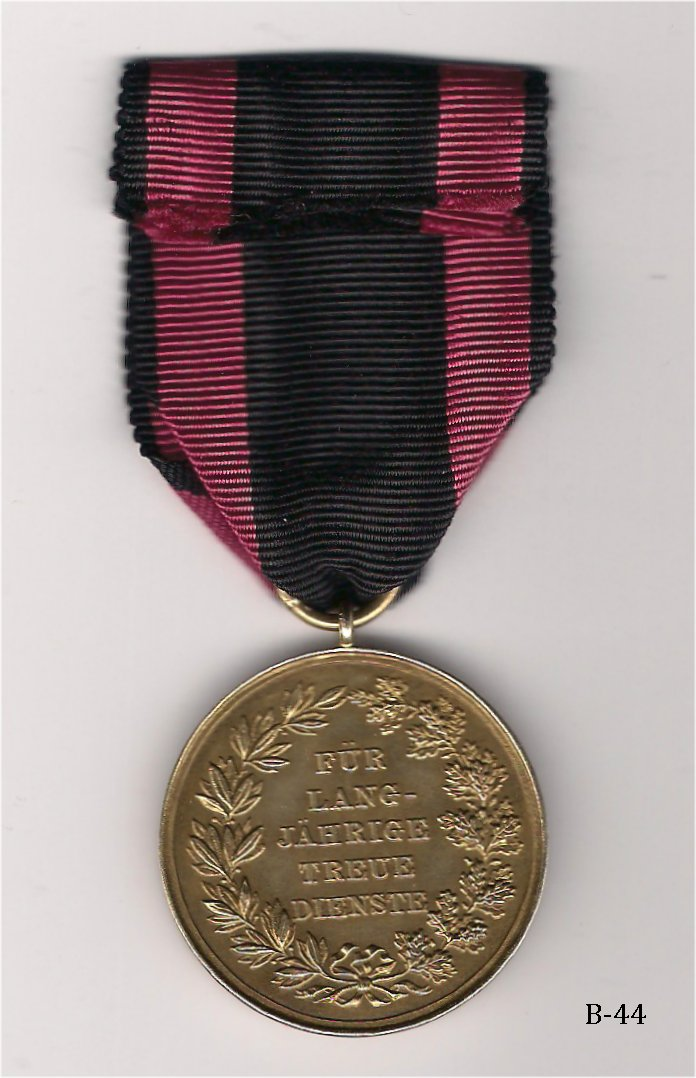
Hessen Medaille des Ludewigsordens „Für Langjährige Treue Dienste“ in Gold (OEK794 Band#202)

Im Laufe des Ersten Weltkrieges schwand nicht nur der Silbergehalt der Medaillen, auch die Breite des Ordensbandes ging bis auf 28mm zurück.

### Medaille „Dem Verdienste“ (1853–1904)
1904 wurde die oben erwähnte 1853 von Ludwig III. gestiftete, in zwei Klassen am Band #218 verliehene Verdienstmedaille für Wissenschaft, Kunst, Industrie und Landwirtschaft „DEM VERDIENSTE“, die bis dahin im Avers das gleiche Porträt wie das Allgemeine Ehrenzeichen gezeigt hatte, durch zwei neugestaltete Medaillen „FÜR KUNST UND WISSENSCHAFT“ und „FÜR LANDWIRTSCHAFT UND GEWERBE“ ersetzt. Ab hier gab es keinerlei Ähnlichkeiten mehr mit dem Allgemeinen Ehrenzeichen.

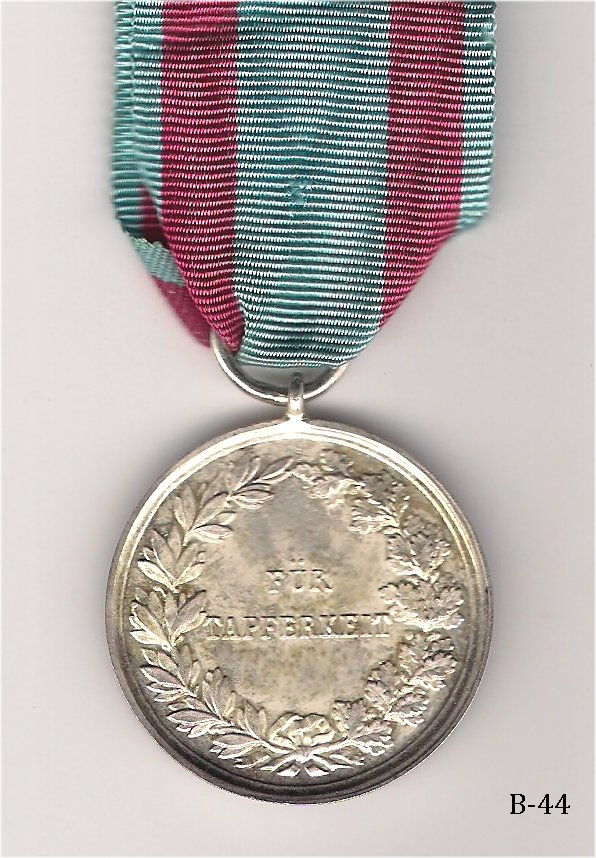
Hessen Allgemeines Ehrenzeichen „Für Tapferkeit“ am Kriegsband (OEK884 Band#212)

### Medaillen des Ludewigsordens (1849–1918)
Die Medaillen des Allgemeinen Ehrenzeichens
- Für Tapferkeit
- Für Verdienste
- Für Treue Dienste
- Für Langjährige Treue Dienste
- Für Fünfzigjährige Treue Dienste
- Für Wiederholte Rettung von Menschenleben

wurden auch am Bande des Ludewigsordens (#202) in Gold und Silber verliehen. (Goldene Medaille unter Ernst Ludwig nur noch in Silber vergoldet.)

## Aussehen

### Die Medaillen
Die Auszeichnung bestand bis 1918 aus einer 33mm großen, ca. 15g schweren silbernen Medaille, die auf der Vorderseite (Avers) das Bildnis des regierenden Großherzogs zeigte. Auf der Rückseite stand, von einem Lorbeer- (links) und Eichenkranz (rechts) umschlossen, die Zweckinschrift der jeweiligen Verleihung. Ab Mitte 1917 erfolgte die Fertigung der Medaille meist nur noch versilbert.
(Die OEK-Nummern entsprechen dem Orden- & Ehrenzeichen-Katalog von Nimmergut.)

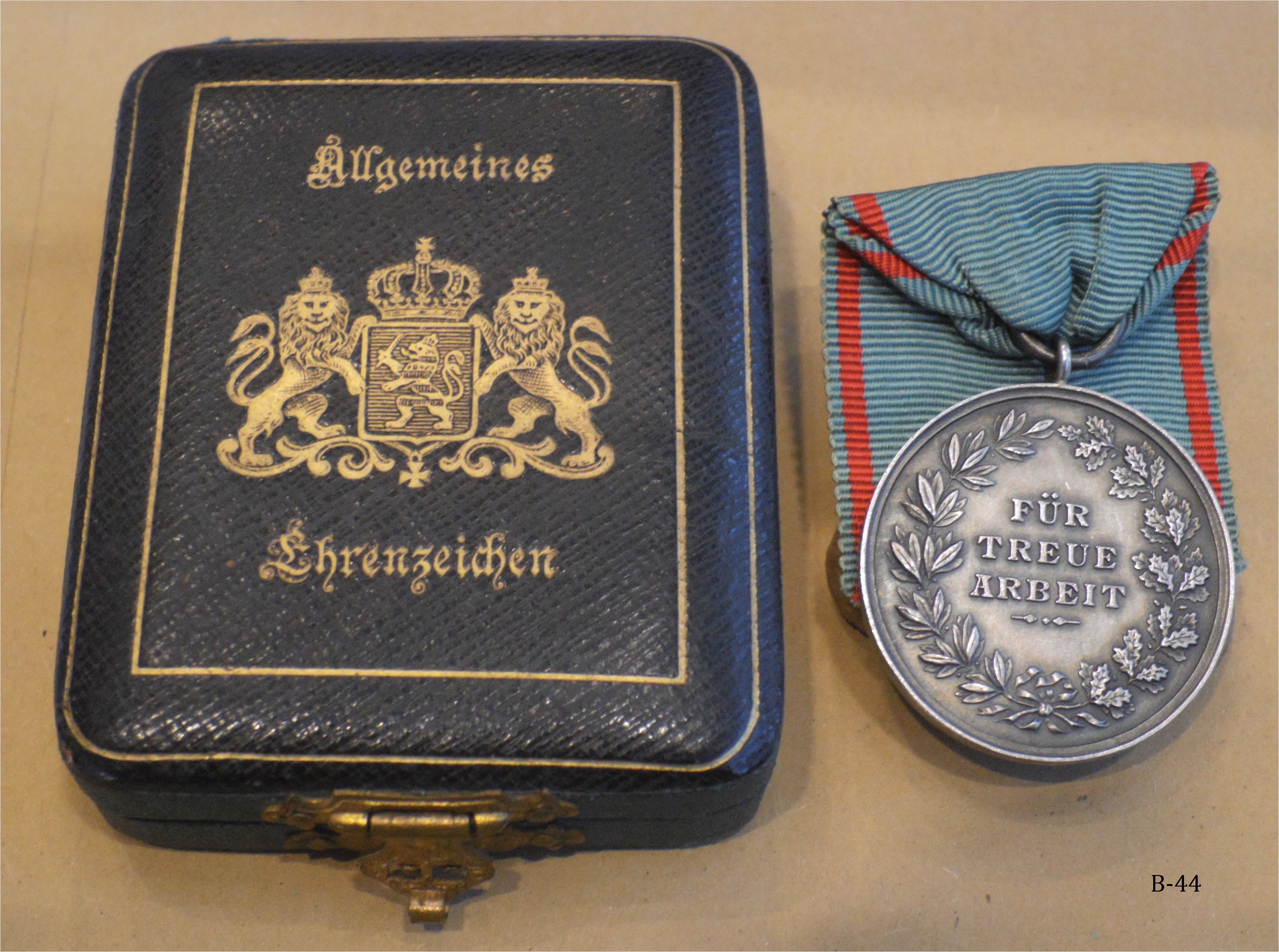
Hessen, Etui des Allgemeinen Ehrenzeichens, hier „Für Treue Arbeit“ #819 vom 11. Juni 1903, verliehen an Friedrich Zeh III. in Jugenheim a.d.B.

### Die Ordensbänder
Unter Ludwig III. und Ludwig IV. erfolgte die Verleihung an einem 39mm breiten blauen Band mit 3mm breiten, ponceauroten Randstreifen (#210).
Großherzog Ernst Ludwig änderte dies auf ein 36mm breites blaues Band mit 3mm breiten ponceauroten Seitenstreifen und 1mm breiten blauen Randstreifen (#211).
Das AEZ „Für Tapferkeit“ wurde ab 1902 nur noch, das Ehrenzeichen „Für Kriegsverdienste“ ab 1915 auch am Kriegsband, einem 36mm breiten blauen Band mit 7mm breiten ponceauroten Seiten- und 2mm breiten blauen Randstreifen verliehen (#212).
Das AEZ „Für Treue Arbeit“ wurde auch am Band der Ritterkreuze des Ordens Philipps des Großmüthigen verliehen, einem 37 mm breiten ponceauroten Band mit 3 mm breiten blauen Randstreifen (#205).
(Die Nummern der Ordensbänder folgen dem Bänderkatalog von Jörg Nimmergut.)